# Nguyễn Phúc Trung
Nguyễn Phúc Trung (chữ Hán: 阮福忠), sau gọi là Tôn Thất Trung, là một vị tướng dưới thời Trịnh - Nguyễn phân tranh trong lịch sử Việt Nam. Ông nổi tiếng vì vụ bê bối tình ái với người chị dâu là Tống Thị Toại và về sau bị giết sau cuộc tranh giành quyền lực với người cháu ruột là Chúa Hiền Nguyễn Phúc Tần.

## Tiểu sử
Tôn Thất Trung là Công tử thứ 4 của Chúa Sãi Nguyễn Phúc Nguyên, mẹ ông là bà Nguyễn Thị Giai, chánh thất của Chúa Sãi. Ông có 2 người anh ruột là Khánh quận công Tôn Thất Kỳ và Chúa Thượng Nguyễn Phúc Lan. Ban đầu ông được phong làm Chưởng cơ.
Lần xuất hiện đầu tiên của Tôn Thất Trung trong sử sách là trong cuộc giao tranh Trịnh - Nguyễn lần thứ nhất, tháng 4 năm 1627, khi Chúa Trịnh Tráng dẫn vua Lê Thần Tông nam phạt họ Nguyễn. Tướng Trịnh là Nguyễn Khải bày dinh ở bắc sông Nhật Lệ. Lúc này ông được Chúa Sãi giao nhiệm vụ chỉ huy thủy quân để tiếp ứng cho cánh quân bộ của Tôn Thất Vệ và Nguyễn Hữu Dật. Quân hai bên đóng dinh lũy đối diện với nhau. Tướng Trịnh Lê Khuê bị đánh bại trận đầu. Quân Nguyễn lại nhân nước thủy triều lên, bắn súng để uy hiếp, quân Trịnh sợ hãi rối loạn. Lúc này Chúa Trịnh Tráng dẫn đại binh kéo đến tiếp ứng, bị quân Nguyễn dùng voi chặn đứng. Sợ giao tranh lâu ngày bất lợi, Nguyễn Hữu Dật dùng kế cho gián điệp nói phao lên là Trịnh Gia và Trịnh Nhạc sắp liên kết với họ Mạc để nổi loạn. Chúa Trịnh đành phải dẫn quân về, kết thúc cuộc giao tranh này.
Sau khi Chúa Sãi mất, vì Công tử cả Tôn Thất Kỳ yểu mệnh mất trước, nên Công tử thứ 2 là Nhân Lộc hầu Nguyễn Phúc Lan lên nối ngôi, tức là Chúa Thượng, Chúa Thượng phong cho Trung lên chức Chưởng doanh.
Năm 1639, Chúa Thượng nảy sinh quan hệ tình ái Tống Thị Toại là bà vợ góa của Tôn Thất Kỳ. Chúa Thượng ban đầu vốn là người anh minh, trí dũng, nhưng kể từ sau khi có Tống thị, Chúa thay đổi tâm tính, hay nóng giận thất thường, triều thần ai nấy chỉ liếc mắt nhìn nhau không dám hé răng. Dân chúng kẻ nào đem chuyện phao đồn chúa sai bắt chém ngay, đem bêu đầu ở chợ, không cho tra xét hỏi han gì cả. Điều này khiến cho dân chúng Thuận - Quảng đều lo âu, sợ hãi. Chúa lại bắt đầu bỏ bê việc nước, sa vào yến tiệc vui chơi, xây dựng cung thất công dịch không ngớt. Còn Tống thị ỷ vào sự sủng ái của Chúa mà ra sức vơ vét, ăn hối lộ đến nỗi của cải chất nhiều như núi. Tôn Thất Trung cảm thấy bất bình, bèn mưu giết Tống thị. Tống thị sợ, bèn thông qua cha mình là Tống Phước Thông  đang ở Bắc Hà, viết thư xin chúa Trịnh giúp quân đánh Đàng Trong, bà còn hứa đem gia tài giúp vào việc quân. Chúa Trịnh nhận thư, liền bàn việc xâm lấn miền Nam, đó là khơi mào cho cuộc chiến Trịnh - Nguyễn lần thứ 4 năm 1648. Tuy nhiên quân Nguyễn dưới sự thống lĩnh của Thế tử Dũng Lễ hầu Nguyễn Phúc Tần đã đẩy lui được cuộc xâm lấn của họ Trịnh.
Cùng năm đó, Chúa Thượng mất, Thế tử Dũng Lễ hầu lên nối ngôi, tức là Chúa Hiền Nguyễn Phúc Tần. Tống thị lúc này quay ra lấy lòng Tôn Thất Trung, người từng mưu giết mình trước đây. Hai người tư thông với nhau, và Tống thị nhân đấy khuyên Trung làm phản để đoạt ngôi Chúa. Trung bèn bí mật kết bè đảng rắp mưu làm loạn. Đến mùa hạ năm 1654, thuộc hạ của Trung là Thắng Bố tố cáo việc này lên Chúa Hiền. Chúa sai bắt Trung và Tống thị để trị tội, còn những kẻ bè đảng đều tha cho cả. Trước phủ đường, Trung thú nhận hành vi phạm tội của mình. Chúa không nỡ giết, cho giam xuống ngục, rồi Trung chết trong ngục. Còn Tống thị bị tội chết, lấy hết gia tài tán cấp cho quân dân.
Tôn Thất Trung không có con nối dòng.

## Danh sách nguồn
- Quốc sử quán triều Nguyễn (2001), Đại Nam thực lục, tập 1, Hà Nội: Nhà xuất bản Giáo dục
- Quốc sử quán triều Nguyễn (2006), Đại Nam liệt truyện, tập 1, Huế: Nhà xuất bản Thuận Hóa
- Quốc sử quán triều Nguyễn (1998), Khâm định Việt sử Thông giám Cương mục (PDF), Hà Nội{{Chú thích}}:  Quản lý CS1: địa điểm thiếu nhà xuất bản (liên kết)
- Hội đồng trị sự Nguyễn Phước tộc (1995), Nguyễn Phước tộc thế phả, Huế: Nhà xuất bản Thuận Hóa, Huế
- Quỳnh Cư, Đỗ Đức Hùng (2005), Các triều đại Việt Nam, Hà Nội: Nhà xuất bản Thanh niên